# Rothschilds bisschop
Rothschilds bisschop (Cyanoloxia rothschildii) is een zangvogel uit de familie Cardinalidae (kardinaalachtigen). De soort werd in 1890 door Edward Bartlett als Guiraca rothschildii beschreven en vernoemd naar Lionel Walter Rothschild.

## Verspreiding en leefgebied
Deze soort komt voor van oostelijk Colombia tot Venezuela, de Guyana's, amazonisch Brazilië en Bolivia.